# Daniel Sanders (Rennfahrer)
Daniel „Chucky“ Sanders (* 30. August 1994 in Three Bridges, Victoria) ist ein australischer Motorradrennfahrer.

## Karriere
Sanders begann seine Motorsportkarriere mit 13 Jahren mit der Teilnahme an verschiedenen Enduro- und Motocross-Club-Rennen und später bei verschiedenen lokalen australischen Meisterschaften. Bis zum Wechsel zu den Senioren, war er Top-3-Fahrer, konnte aber nie den ersten Platz erringen. Im Jahr 2014 gewann der die australische Enduro-U19-Klasse und wurde im selben Jahr Sechster der Australischen Offroad-Meisterschaft. Im Jahr 2015 wurde Sanders Vierter in der australischen Meisterschaft und Zweiter in der Enduro 3 hinter Toby Price. Im selben Jahr wurde er mit dem australischen Nationalteam Sieger der FIM -Junior-World-Trophy (Junioren-Weltmeisterschaft), Sieger in der Juniorenklasse und 4. über alle Klassen im Rahmen des International Six Days Enduro.
In den Jahren 2015 und 2019 war Sanders Gewinner der E3-Klasse und 2016 Champion der International Six Days Enduro. 2017 erreichte er den sechsten Platz in der Enduro-2-Klasse der Enduro-Weltmeisterschaft und 2018 war er Gewinner des größten australischen Rallye Raid, dem Hattah-Desert-Race. Im Jahr 2019 wurde er australischer Enduro-Meister. 2020 wurde er Elfter der Rallye Andalusien und 2021 Dritter der Abu Dhabi Desert Challenge sowie jeweils Vierter der Rallye du Maroc und der Silk Way Rally.
Sanders nimmt seit 2021 an der Rallye Dakar teil, bei der er 2021 als KTM-Privatfahrer den vierten Platz in der Gesamtwertung und die Auszeichnung „Best Rookie“ erhielt und fährt seit 2022 für das GasGas-Factory-Racing-Team. Zur Rallye Dakar 2022 gewann Sanders drei der bis dahin gefahrenen sechs Etappen in der Motorrad-Klasse und war zu diesem Zeitpunkt Gesamtdritter, bis er kurz vor dem Start der Wertungsprüfung der siebenten Etappe in einen Unfall verwickelt wurde und die Rallye aufgeben musste. Bei der Rallye Dakar 2023 gewann Sanders die dritte Etappe und führte die Gesamtwertung bis zur vierten Etappe an. Er beendete die Rallye nach einer Lebensmittelvergiftung mit 25 Minuten Rückstand auf dem siebenten Platz.
Sanders lebt in Melbourne.